# シュト方言

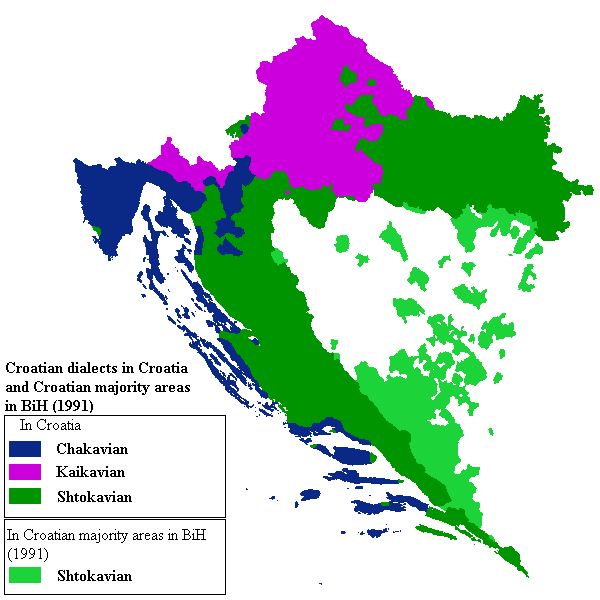
クロアチア語各方言の分布
シュト方言
カイ方言
チャ方言

シュト方言（シュトほうげん、セルビア・クロアチア語:štokavski / штокавски）は、セルビア語、クロアチア語、ボスニア語などのセルビア・クロアチア語の主要な方言のひとつである。
シュト方言はセルビア、モンテネグロ、ボスニア・ヘルツェゴビナのほぼ全域、およびオーストリアのブルゲンラント州南部、クロアチアの一部で話されている。セルビア語、クロアチア語、ボスニア語の標準形は新シュト方言を土台としている。その呼称は、シュト方言では疑問代名詞の「何」を「što」ないし「šta」とすることに由来する。これに対して、クロアチア語のカイ方言やチャ方言では、同じ疑問代名詞はそれぞれ「kaj」、「ča」となる。
シュト方言の主要な下位区分は、2つの要素の基づいて分類される。ひとつには古シュト方言と新シュト方言にわける区分であり、もうひとつにはスラヴ祖語のヤト（Ѣ）の変化による。スラヴ祖語におけるヤトが、「e」となるものをエ方言、「ije」となるものをイェ方言、「i」となるものをイ方言と呼ぶ。一般的に、現代の方言区分では、シュト方言は7つの下位方言に分類される。このほかに更に1つないし2つの下位方言があるとする意見もある。

## シュト方言の前史
原始シュト方言は12世紀に現れた。その後2世紀の間に、シュト方言は2つの地域に分かれる。西部の方言は、ボスニア・ヘルツェゴビナの大部分、およびクロアチアのスラヴォニア地方にみられ、他方で東部の方言はボスニア・ヘルツェゴビナの東端、およびセルビアとモンテネグロの大部分を含む。西部シュト方言は更に3つに分かれ、東部シュト方言は2つに分かれる。歴史的な文献調査より、古シュト方言は15世紀中ごろに確立されたことが知られている。この時代でも、古シュト方言は教会スラヴ語とさまざまな面で混合していた。クロアチアおよびボスニア・ヘルツェゴビナの多くの部分ではチャ方言との混合もあった。

## シュト方言の下位方言
シュト方言は古シュト方言と新シュト方言に分けられる。

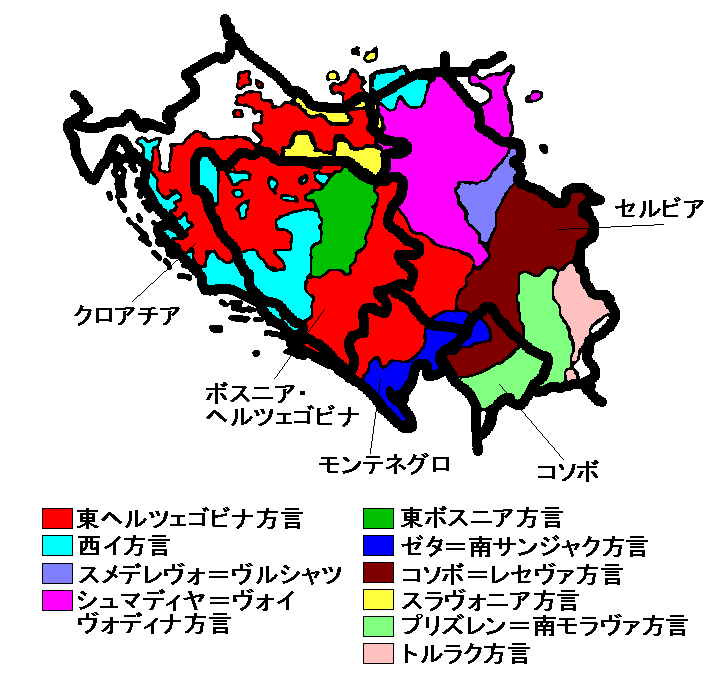
シュト方言の下位方言分布図。この図ではティモク＝プリズレン方言が、トルラク方言とプリズレン＝南モラヴァ方言に分けられている。また、コソボ＝レサヴァ方言からスメデレヴォ＝ヴルシャツ方言が分離されている。

### 古シュト方言

#### ティモク＝プリズレン（トルラク方言）
トルラク方言は最も古い方言はブルガリアとの国境に近いティモク（Timok）からプリズレンにかけて広がる。言語学者の間で、この方言がシュト方言の下位に属するのかについては合意が得られていない。トルラク方言の形態論的な特徴は、一般的なシュト方言とは大きく異なり、むしろシュト方言と東南スラヴ語（ブルガリア語、マケドニア語など）との中間的な特徴を持つ遷移方言の特徴を示している。この地方の方言は、オスマン帝国がこの地方を14世紀に征服したことにより、シュト方言の主流から分断されたものと考えられる。ティモク＝プリズレン方言はバルカン言語連合の特徴を持つようになる。格変化は消滅したも同然となり、不定詞はda構文の接続法に融合し、冠詞は語尾変化へと移行した。方言のアクセントは強弱アクセントとなり、強アクセントはどの音節にもつき得る。古い半母音はあらゆるところで失われた。音節主音の「l」は保存されており（vlk = 標準ではvuk）、幾らかの方言では「ć」と「č」、「đ」と「dž」の区別をせず、それぞれ後部歯茎音である後者に融合した。この方言に属する幾らかの下位方言では、語末の「l」は残されている（došl、znalなど。 cf. カイ方言、ブルガリア語）が、その他ではこの語末の「l」は音節「ja」に置き換わっている。
これらの方言の話者はメトヒヤ地方のプリズレン、ジラン（グニラネ、Gnjilane）、シュテルプツァ（シュトルプツェ、Štrpce） や、セルビア南部のブヤノヴァツ（Bujanovac）、ヴラニェ（Vranje）、レスコヴァツ（Leskovac）、ニシュ、アレクシナツ（Aleksinac）、トプリツァ渓谷（Toplica Valley）の一部プロクプリェ（Prokuplje）、セルビア東部のピロト（Pirot）、スヴルリグ（Svrljig）、ソコ・バニャ（Soko Banja）、ボリェヴァツ（Boljevac）、クニャジェヴァツ（Knjaževac）から、コソボ＝レセヴァ方言が主流となるザイェチャル（Zaječar）あたりまで広がっている。

#### スラヴォニア方言
スラヴォニア方言はショカツ語（Šokački）、あるいは古シュチャ方言とも呼ばれ、スラヴォニア地方の一部、クロアチアおよびヴォイヴォディナのバチュカ（Bačka）、バラニャ（Baranja）、スリイェム（Srijem）、北部ボスニアなどに住むショカツ人によって話されている。スラヴォニア方言はイ方言とエ方言を混交した発音である。イ方言はポサヴィナ、バラニャ、バチュカ、およびスラヴォニア方言の下位方言の飛び地であるデルヴェンタ（Derventa）で優勢であり、エ方言はポドラヴィナ（Podravina）地方で優勢である。エ方言が優勢な地域の中にイ方言の飛び地があったり、その逆のパターンも多くみられる。同様にエ方言＝イ方言混交とエ方言＝イェ方言混交が飛び地状に入り混じるパターンもある。ハンガリーの複数の村では、スラヴ祖語のヤトがそのまま保存されている。局地的な変種は、新シュト方言の影響の受容度に応じて数多く存在する。ポサヴィナ地方の2つの村、シチェ（Siče）およびマギチャ・マレ（Magića Male）では、動詞「nosil」等で古い「l」が残されており、現代の標準的な「nosio」とは異なる。ポドラヴィナ地方の複数の村では、「cr」に代わって「čr」が用いられており、たとえば「crn」ではなく「črn」となる。こうした特徴はカイ方言では一般的であるが、シュト方言では極めて珍しい。

#### 東部ボスニア方言
東部ボスニア方言はシュチャ・イェ方言（šćakavski jekavski）とも呼ばれ、ほとんどの地域でイェ方言の発音がなされる。この地域に住むボシュニャク人（ボスニア・ムスリム人）、セルビア人、クロアチア人の多くはこの方言を話し、ボスニア・ヘルツェゴビナの大都市サラエヴォやトゥズラ、ゼニツァ（Zenica）などで話されている。一般的なイェ方言の特徴に加えて、テシャニ（Tešanj）やマグライ（Maglaj）ではエ方言＝イェ方言混交（dete-djeteta）、ジャプチェ（Žepče）やヤブラニツァ（Jablanica）ではイェ方言＝イ方言混交（djete-diteta）が見られる。この地方の中央地域の下位方言では、古語の「l」やより一般的な「u」（vuk、stup）に代わって、二重母音「uo」（vuok、stuop）が幾らかの単語においてみられる。

#### ゼタ＝南サンジャク方言
ゼタ＝南サンジャク方言は古イェ方言とも呼ばれる。この方言はモンテネグロ東部、ポドゴリツァやツェティニェ、セルビア領サンジャク地方東部のノヴィ・パザル（Novi Pazar）、イストリア半島のペロイ（Peroj）にも見られる。主流のイェ方言の発音に加えて、イェ方言＝エ方言混交（djete-deteta）がノヴィ・パザルやビイェロ・ポリェ（Bijelo Polje）で、イ方言＝イェ方言混交（dite-đeteta）がポドゴリツァで、エ方言＝イェ方言混交（dete-đeteta）がモンテネグロ南部の村ムルコイェヴィチ（Mrkojevići）で見られる。ムルコイェヴィチではまた、ポドラヴィナの村々と同様に「cr」に代わって「čr」が維持されている特徴も見られる。
幾らかの方言では古語の「ь/ъ」が非常に広い/ɛ/または/æ/になっているケースも見られ、これらはほかのシュト方言およびチャ方言では非常に珍しい（たとえば、san や danに代わってsæn や dæn）が見られる。その他の特殊な音韻的特長としては、[ʑ]の音（「izjesti」に代わって「iʑesti」）や、[ɕ]の音（sjekiraに代わってɕekira）の存在がある。しかし、これらの音素はまた東ヘルツェゴビナのコナヴレ（Konavle）にも見られ、モンテネグロだけに特徴的なものではない。/ʎ/と/l/の区別が幾らかの方言では失われており、これはアルバニア語基層の影響である。「pjesma」を「pljesma」とするのは、標準形のljが多くの方言でのjに変化していることによる過剰修正（Hypercorrection）である。
全ての動詞は不定形が「t」で終わる（pjevat「歌う」など）。この特徴も、ほぼ全ての東ヘルツェゴビナ方言にもあてはまる。そしてほとんどのセルビア語およびクロアチア語の方言にも共通している。
「a + o」の組は「ā」/aː/となる（「kao」に代わって「kā」、「rekao」に代わって「rekā」となる）。これはクロアチア語の沿岸部の方言と共通である。その他の地方では、「ao」が「ō」になるほうが一般的である。
モンテネグロの民族主義者の間では、セルビア語から切り離して、ゼタ方言を基盤とした「モンテネグロ語」の地位を確立しようとする運動がある。モンテネグロでは2007年より憲法でモンテネグロ語が第一公用語とされた。

#### コソボ＝レサヴァ方言
コソボ＝レサヴァ方言は古いイェ方言とも呼ばれ、コソボの西部および北東部のコソボ渓谷。コソヴスカ・ミトロヴィツァ（ミトロヴィツァ）やペーチ（ペヤ）周辺、イバル渓谷のクラリェヴォ（Kraljevo）、クルシェヴァツ（Kruševac）、トルステニク（Trstenik）、トプリツァ渓谷（Toplica）のクルシュムリヤ（Kuršumlija）のジュパ（Župa）、モラヴァ渓谷（Morava）のヤゴディナ（Jagodina）、チュプリヤ（Ćuprija）、パラチン（Paraćin）、ラポヴォ（Lapovo）、レサヴァ渓谷（Resava）のスヴィライナツ（Svilajnac）、デスポトヴァツ（Despotovac）、セルビア北東部のスメデレヴォ（Smederevo）、ポジャレヴァツ、ボル（Bor）、マイダンペク（Majdanpek）、ネゴティン（Negotin）、ヴェリカ・プラナ（Velika Plana）、バナト地方のコヴィン（Kovin）、ベラ・ツルクヴァ（Bela Crkva）、ヴルシャツ（Vršac）などの周辺で話されている。
ヤトはほとんどの地域でエ方言として発音され、与格の語尾も（「ženi」に代わって「žene」）、主格も（「tih」に代わって「teh」）、比較級も（「dobriji」に代わって「dobrej」）、bitiの否定形も（「nisam」に代わって「nesam」）、「e」となる。スメデレヴォ＝ヴルシャツ弁の話者の間ではイ方言もみられる（「gde si?」に代わって「di si?」）。しかしながら、スメレデヴォ＝ヴルシャツ弁（セルビア北東部およびバナトで話される）は、この方言からは独立した方言であるとする見方もある。スメデレヴォ＝ヴルシャツ弁はシュマディヤ＝ヴォイヴォディナ方言とコソボ＝レセヴァ方言の特徴の混交が見られる。

### 新シュト方言

#### 西イ方言
西イ方言はボスニア＝ダルマチア方言、あるいは若いイ方言とも呼ばれ、リカ（Lika）、クヴァルネル（Kvarner）、ダルマチア、ヘルツェゴヴィナ、バチュカに住むほとんどのクロアチア人によって話される。ボスニア西部のビハチ周辺（Bihać、Turkish Croatia地方）および中央ボスニア（トラヴニク Travnik、ヤイツェ Jajce、ブゴイノ Bugojnoなど）に住むボシュニャク人もこの方言を話していた。イ方言の特徴の他には、ボスニア・ヘルツェゴビナでは動詞の分詞に「-o」を用い、ダルマチアやリカでは「-ija」や「-ia」を用いる（例:vidija/vidia）。バチュカの方言はヴォイヴォディナのブニェヴァツ人の間で、新しくブニェヴァツ語（Bunjevac language）を樹立する基盤として提案されたことがあった。

#### シュマディヤ＝ヴォイヴォディナ方言
シュマディヤ＝ヴォイヴォディナ方言は若いエ方言とも呼ばれ、セルビアの北部から西部にかけての、シュマディヤ地方（Šumadija）のクラグイェヴァツやヴァリェヴォ（Valjevo）、そしてマチュヴァ（Mačva）ではシャバツ（Šabac）やボガティチ（Bogatić）周辺のみに限り、ロズニツァ（Loznica）やポドリニェ（Podrinje）を除いて話され、またベオグラードからクロアチア東部のヴコヴァル周辺までで話されている。その主流はエ方言である（形態論的には、元来はイ方言であった）。ヴォイヴォディナの幾らかの地域では、失われた古い形態が残っている。多くのヴォイヴォディナの方言や、一部のシュマディヤの方言は開いた「e」や「o」がある。しかしながら、セルビア西部や、ベオグラードおよびバチュカ南西部（ボルチャ Borča、パンチェヴォ Pančevo、バヴァニシュテ Bavanište）の古い方言と関連のある方言では、より標準に近いものが多い。この方言は、セルビア語のエ方言による標準形の基盤となっている。

#### 東ヘルツェゴビナ方言
東ヘルツェゴビナ方言は、東ヘルツェゴビナ＝ボスニア・クライナ方言、あるいは若いイェ方言とも呼ばれる。この方言は、シュト方言の、そしてセルビア・クロアチア語のなかで最大の方言である。この方言はモンテネグロの西部（古ヘルツェゴビナ地方）、およびボスニア・ヘルツェゴビナのセルビア人、クロアチアのセルビア人の大半、および西部セルビア、スラヴォニア、バラニャ、コルドゥン（Kordun）などのかつてセルビア人が多数派であった地方に住む一部のクロアチア人、そしてネレトヴァ川以南のドゥブロヴニク周辺でも話される。この方言はセルビア語標準形の基礎となった方言のひとつである。他方、クロアチア語標準形は複数の地方の方言の混交であり、シュト方言以外の方言の要素も含む。東ヘルツェゴビナ方言の南東部の形は、音素 /x/ の完全な欠落が大きな特徴である。この音素は完全に抜け落ちるか、場合によって音素 /k/ や音素 /g/ に置き換わっている。この方言が話される袋地であるジュンベラク（Žumberak）や、ドゥブロヴニク周辺では一部に特殊な特徴を持っており、チャ方言や西イ方言の影響が見られる。

## ヤトの変化
スラヴ祖語の母音であるヤトは、歴史の経過と共にその発音が変化し、シュト方言では3つの異なる形となった。
- エ方言（ekavski）: ヤトは母音「e」へと合流した
- イ方言（ikavski）: ヤトは母音「i」となった
- イェ方言（ijekavskiあるいはjekavski）: 母音は長さに応じて「ije」あるいは「je」と書かれる

歴史的には、ヤトの変遷はシュト方言の発展の以前から、教会スラヴ語での記述に見られる。これが各方言の形成期の始まりに影響している。初期の文書は、ほぼ全て、ないし大半が教会スラヴ語のセルビア、クロアチア変種である。確実にヤトが「エ」となった変化を反映している、知られる限り最古の文書はセルビアで書かれたものであり（"beše"、「…であった」）、1289年と記録されている。「イ」はボスニアで1331年に書かれたもの（"svidoci"、「証言」）であり、また「イェ」はクロアチアで1399年に書かれたもの（"želijemo"、「我らは希求する」）であった。部分的な変化を窺い知ることのできるものはより古い文書からも見つかっており、たとえばイ方言はボスニアで13世紀後半に書かれたものがある。しかし、遅くとも前述の時代までにはヤトの変化があったことは広く認められている。20世紀後半、ヤトの現出が一定でない局所的な方言が多く発見された。教会スラヴ語に入り込んだ各地の訛りの影響は次第に増えていき、やがては完全に各地の方言に取って代わられていった。この過程は19世紀中ごろまで、相互の影響なしにクロアチア人、セルビア人、ボシュニャク人の間でそれぞれ独立に進行していった。たとえば、ボシュニャク人の間では、失われた音素 /h/ が複数の語に再導入された。これは、主にクルアーンに基づく宗教教育の影響である。
エ方言は主にセルビアで、そしてクロアチア西部でも限定的に使用されている。イ方言は西部および中央ボスニア、西部ヘルツェゴビナ、スラヴォニア、そしてクロアチアのダルマチア地方で広く話されている。イェ方言は、クロアチアの主要部、ダルマチア南部、ボスニアおよびヘルツェゴビナの大半、モンテネグロの大半で話されている。以下に例を示す。
| 日本語       | 基本    | エ方言          | イ方言          | イェ方言 |
| ------------ | ------- | --------------- | --------------- | -------- |
| 時間         | vrěme   | vreme           | vrime           | vrijeme  |
| 美しい       | lěp     | lep             | lip             | lijep    |
| 女の子       | děvojka | devojka         | divojka         | djevojka |
| 真実の       | věran   | veran           | viran           | vjeran   |
| 座る         | sědĕti  | sedeti (sèdeti) | siditi (sìdeti) | sjediti  |
| 白髪が伸びる | sědeti  | sedeti (sédeti) | siditi (sídeti) | sijediti |
| 熱する       | grějati | grejati         | grijati         | grijati  |

長い「ije」は、多くのイェ方言の話者の間で二重母音的である。ゼタ方言や多くの東ヘルツェゴビナ方言では、「ije」は2つの音節となっている。セルビアの音声学者は、「ije」を独立した音素とは見なしていない。この差異は、クロアチアの国歌「私たちの美しい故国」とモンテネグロの国歌「五月の夜明け」の1番の歌詞に顕著に見ることができる。それぞれ、前者では「Lije-pa na-ša do-mo-vi-no」、後者では「Oj svi-je-tla maj-ska zo-ro」と歌われている。

## シュト方言の下位方言と民族的差異
19世紀前半において、初期のスラヴ学の提唱者たちは、南スラヴ諸方言について考察し、各方言の話者の民族性との関連に関する複雑な論争に発展していった。これは、歴史的な視点からは、これらの「奇怪な」議論は、むしろ政治的・民族主義的な立場に基づいたものであり、それぞれが自身のイデオロギーを動機としていたと見られている。この論争で活躍したのは、チェコ人の言語学者ヨゼフ・ドブロフスキー（Josef Dobrovský）、スロヴァキア人のパヴェル・シャファーリク（Pavel Šafárik）、スロヴェニア人のイェルネイ・コピタル（Jernej Kopitar）およびフランツ・ミクロシッチ、セルビア人のヴーク・カラジッチ、クロアチア人のボゴスラヴ・シュレク（Bogoslav Šulek）、ヴァトロスラヴ・ヤギッチ（Vatroslav Jagić）などであった。
基本的には、「言語学的には」誰がクロアチア人、スロベニア人、あるいはセルビア人なのかという定義について、それぞれ自民族の領域や影響範囲を大きくすることを目的に議論は繰り返された。ロマンス主義や民族勃興の中から生まれたこれらの複雑怪奇な議論は、結局これらの民族の位置づけを定義することのみに留まった。これは主に、シュト方言の下位方言区分はそれぞれ民族をまたいで広がり、民族ごとに分離することができなかったことによる。他の方言と同様に、シュト方言も「多民族的な」方言であった。
しかしながら、これらのシュト方言の下位方言話者たちは、民族性の確立と固定化の過程を経て、シュト方言のうちいくつかの有力な方言の話者へと代わっていった。メディアによる言語標準化の運動は19世紀に起こり、多くの話者たちに影響を与えた。以下の分布の記述に関しては、前述のことに注意されたい。
古シュト方言は、現代の民族境界線に対して、次の位置づけにある。
- コソボ＝レサヴァ方言（エ方言）: セルビア人が大半
- ゼタ＝南サンジャク方言（イェ方言）: モンテネグロ人、ボシュニャク人、セルビア人
- スラヴォニア方言（ヤトの現出方式は多様であり、イ方言が多いものの、イェ方言やエ方言もある）: ほとんどがクロアチア人
- 東ボスニア方言（イェ方言）: ほとんどがボシュニャク人とクロアチア人

一般に、新シュト方言は、現在の民族境界線に対して、次の位置づけにある。
- シュマディヤ＝ヴォイヴォディナ方言（エ方言）: ほとんどがセルビア人
- ダルマチア＝ボスニア方言（イ方言）: ほとんどがクロアチア人とボシュニャク人
- 東ヘルツェゴビナ方言（イェ方言）: セルビア人、モンテネグロ人、クロアチア人、ボシュニャク人

| 区分         | 下位方言                           | セルビア語 | クロアチア語 | ボスニア語 | モンテネグロ語 |
| ------------ | ---------------------------------- | ---------- | ------------ | ---------- | -------------- |
| 古シュト方言 | コソボ＝レサヴァ方言               | ○          |              |            |                |
| 古シュト方言 | ゼタ＝南サンジャク方言             | ○          |              | ○          | ○              |
| 古シュト方言 | スラヴォニア方言                   |            | ○            |            |                |
| 古シュト方言 | 東ボスニア方言                     |            | ○            | ○          |                |
| 新シュト方言 | シュマディヤ＝ヴォイヴォディナ方言 | ○          |              |            |                |
| 新シュト方言 | ダルマチア＝ボスニア方言           |            | ○            | ○          |                |
| 新シュト方言 | 東ヘルツェゴビナ方言               | ○          | ○            | ○          | ○              |

## シュト方言で書かれた初期の文書
初期シュト方言、あるいはシュト方言へと変容した教会スラヴ語は、クリン大公（ban Kulin）の勅許などの公的な書類にも見られる。この勅許は、ボスニアとドゥブロヴニクの交易に関する取り決めであり、1189年のものである。また、グルシュコヴィッチ（Gršković）とミハイロヴィッチ（Mihanović）の未完原稿（1150年）などの、南ボスニアやヘルツェゴビナの宗教的な文書にもみられる。専門家の意見は2つに分かれており、これらの文書、とくにクリン大公の勅許について、現在にもみられるシュト方言の局所方言と見なしうるか否か、統一した見解は得られていない。主に、教会スラヴ語の影響を受けたシュト方言は、オスマン帝国以前の時代のボスニアやザフムリェ、セルビア、ゼタ公国、南ダルマチア特にドゥブロヴニクなどで、多くの法的、商業的文書に使われている。最初の広範なシュト方言の文書はバチカン・クロアチア語祈祷書（en）であり、1400年より10年ないし20年ほど前にドゥブロヴニクにて書かれたものである。その後2世紀にわたって、シュト方言の文書は主にドゥブロヴニクやその他のドゥブロヴニクの影響下にあったアドリア海沿岸地域や島嶼部、ならびにボスニアで書かれていた。

## 標準形

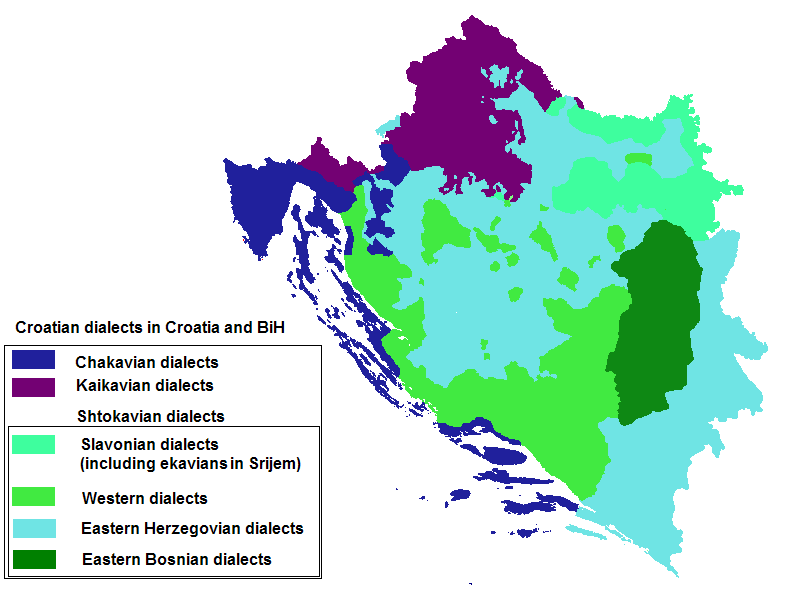
クロアチアとボスニア・ヘルツェゴビナの方言分布

ボスニア語、クロアチア語、セルビア語の標準形はすべて、新シュト方言を基盤にしている。
しかしながら、これらの標準形は、セルビア人、クロアチア人、ボシュニャク人の相互の差異とは関係がなく、新シュト方言の幾らかの特徴（たとえば、ディクレンション）はそのまま維持されたものの、別の特徴は取り除かれたり、新たに付け加えられたりした。たとえば、音素 /h/ は、これらの標準形に再導入されたものである。
クロアチア語は、シュト方言の下位方言による読み書きと文学の長い伝統を持っている。ほぼ4世紀半にわたって、シュト方言はクロアチア語標準形の基盤として優位な立場に立ち続けていた。その他の時代では、チャ方言やカイ方言、チャ方言とカイ方言、シュト方言の混交言語をクロアチア語の標準に推す動きがあったものの、この試みは成功しなかった。この試みの失敗は、主に歴史的、政治的な理由によると思われる。1650年代、既にシュト方言がクロアチア語の標準形の基盤をなしていることは間違いなかったものの、最終的にその地位を固めたのは1850年代のことであった。このとき、新シュト方言のイェ方言で、主にドゥブロヴニク、ダルマチア、スラヴォニアの歴史的な書法が、国家的な標準として定められた。
セルビア語はこれよりもずっと早くから標準化が進んでいた。文語体は18世紀に現れたものの、ヴーク・カラジッチによって1818年から1851年にかけての急進的な過去からの脱却と、新シュト方言の伝統文化を基盤とした新しいセルビア語標準形が制定された。カラジッチはイェ方言を用いたものの、多くのセルビア人はエ方言を用いた。エ方言はセルビアで多数派を占める形態である。クロアチアやボスニアに住むセルビア人や、モンテネグロ人はイェ方言によるセルビア語標準形を用いた。
ボスニア語は、20世紀末から21世紀初頭にかけて、標準化が進められている段階にある。ボシュニャク人の言語はセルビア語イェ方言とクロアチア語の中間的なものであり、そこに幾らかの特色が加わったものである。ユーゴスラビア崩壊後、ボシュニャク人は彼ら自身による標準形への願いを具現化させ、新シュト方言に基づくものの、彼らの特徴を（音素から文法まで）反映したボスニア語を制定した。
アクセントに関して現代の状況は流動的である。音声学者によれば、4種類のアクセントがあり、これらはいずれも流動化している。これによって、従来の4種類に代わって3種類のアクセントを規定する提案がなされている。これは特にクロアチア語で現実的であり、それは従来とは逆にカイ方言やチャ方言からクロアチア語標準形に流入した影響とみられる。
クロアチア語、セルビア語、ボスニア語の標準形は、いずれも新シュト方言を基盤としており（より厳密には、新シュト方言の幾らかの下位方言を基盤としている）、互いに理解可能であり、規定の文語体あるいは標準形の上では違いが認識できる。これら3つの標準形は文法においてほぼ同一であるものの、その他の点（音声、音韻論、形態論など）において異なっている。
例: 「Što jest, jest; tako je (uvijek / uvek) bilo, što će biti, ( biće / bit će ), a nekako već će biti!」
上記の例では、第1文の中ほどにある最初の選択（uvijek / uvek）は標準形によらずエ方言とイェ方言による差異である。2番目の文の中ほどにある2番目の選択はセルビア語とクロアチア語の標準形による差異である。
別の典型的な例として、次のようなものがある。
Kuhinjska sol je spoj natrija i klora. （クロアチア語）
Kuhinjska so je jedinjenje natrijuma i hlora. （セルビア語）
Kuhinjska so je spoj natrija i hlora. （ボスニア語）
Cooking salt is a compound of sodium and chlorine. （英語）
食塩はナトリウムと塩素からできている。 （日本語）

## 関連文献
- Peco, A. (1967). "Uticaj turskog jezika na fonetiku štokavskih govora". Naš jezik, 16, 3. en:Template:Sr icon （セルビア語）